# Pietro Paolo Conti
Pietro Paolo Conti (Camerino, 24 febbraio 1689 – Roma, 14 dicembre 1770) è stato un cardinale italiano.

## Biografia
Pietro Paolo Conti nacque a Camerino il 24 febbraio 1689, da una famiglia di nobili origini. Studiò a Roma alla Pontificia Accademia Ecclesiastica.
Nella Curia romana ottenne incarichi minori, tra cui referendario e uditore della Segnatura Apostolica, consultore del Sant'Uffizio, e soprattutto segretario della Congregazione del Buon Governo.
Venne creato cardinale-presbitero da papa Clemente XIII nel concistoro del 24 settembre 1759. Il 19 novembre 1759 ottenne il titolo cardinalizio di San Girolamo degli Schiavoni. Il 21 marzo 1763 optò per quello di Santo Stefano al Monte Celio.
Come cardinale partecipò al conclave del 1769, che portò all'elezione di papa Clemente XIV.
Morì a Roma il 14 dicembre 1770. I suoi resti riposavano nella chiesa dei Santi Venanzio e Ansovino, chiesa della Confraternita dei Camerinesi, di cui il cardinale Conti fu protettore. Oggi la chiesa non esiste più, essendo stata demolita nel 1928.